# Platycercus
A rozella (Platycercus) a madarak osztályának papagájalakúak (Psittaciformes) rendjébe, a szakállaspapagáj-félék (Psittaculidae) családjába és a rozellaformák (Platycercinae) alcsaládjába tartozó nem.

## Rendszerezés
A  nembe az alábbi 6 faj tartozik:
- Sápadtfejű rozella (Platycercus adscitus)
- Tasmán rozella (Platycercus caledonicus)
- Karmazsin rozella (Platycercus elegans)
- Keleti rozella (Platycercus eximius)
- Nyugati rozella (Platycercus icterotis)
- Feketefejű rozella (Platycercus venustus)

## Tartása, elhelyezés
Lakásban tartott madár számára a minimális kalitka méret 80 x 50 x 60 cm-es. Nincs nagy helyigénye, már 100 x 50 x 50 cm-es kalitkában is sikeresen költött. Békés, bizalmas természetű madár, könnyen szelídül, szívós, a betegségekkel szemben ellenálló. Békés természetének köszönhetően más madarakkal együtt tartható. Jól repül, szeret a kalitka alján mászkálni, turkálni. A téli időszakban kint tartható, de védőházikót igényel. Hangja kellemes, ideális szobatárs.

## Nemek megkülönböztetése
Megfigyelhető, hogy a tojó pofafoltja elmosódottabb, a fején zöldes foltok láthatók, stb. A fiatal madarak tollazata jobbára zöld, néhány vörös nyommal, a sárga pofafolt hiányzik. A fiókák 14 hónapos korban színesednek ki.

## Fészkeltetés
25 x 25 x 45 cm-es faodú, 7 cm-es röpnyílással. Az odút kb. 15 cm-es magasságig töltsük fel korhadt fadarabkákkal, vagy faforgáccsal. Könnyen költésre bírható. A tojó egyedül kotlik, a fiókákat közösen nevelik fel. Költési időszaka áprilisban szokott kezdődni.

## Képek

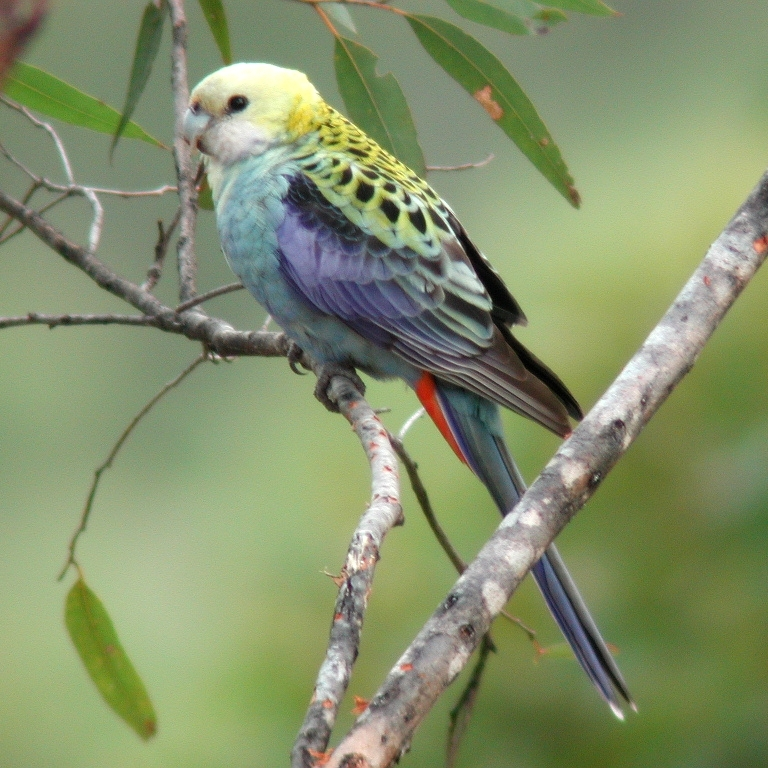
Sápadtfejű rozella (Platycercus adscitus)
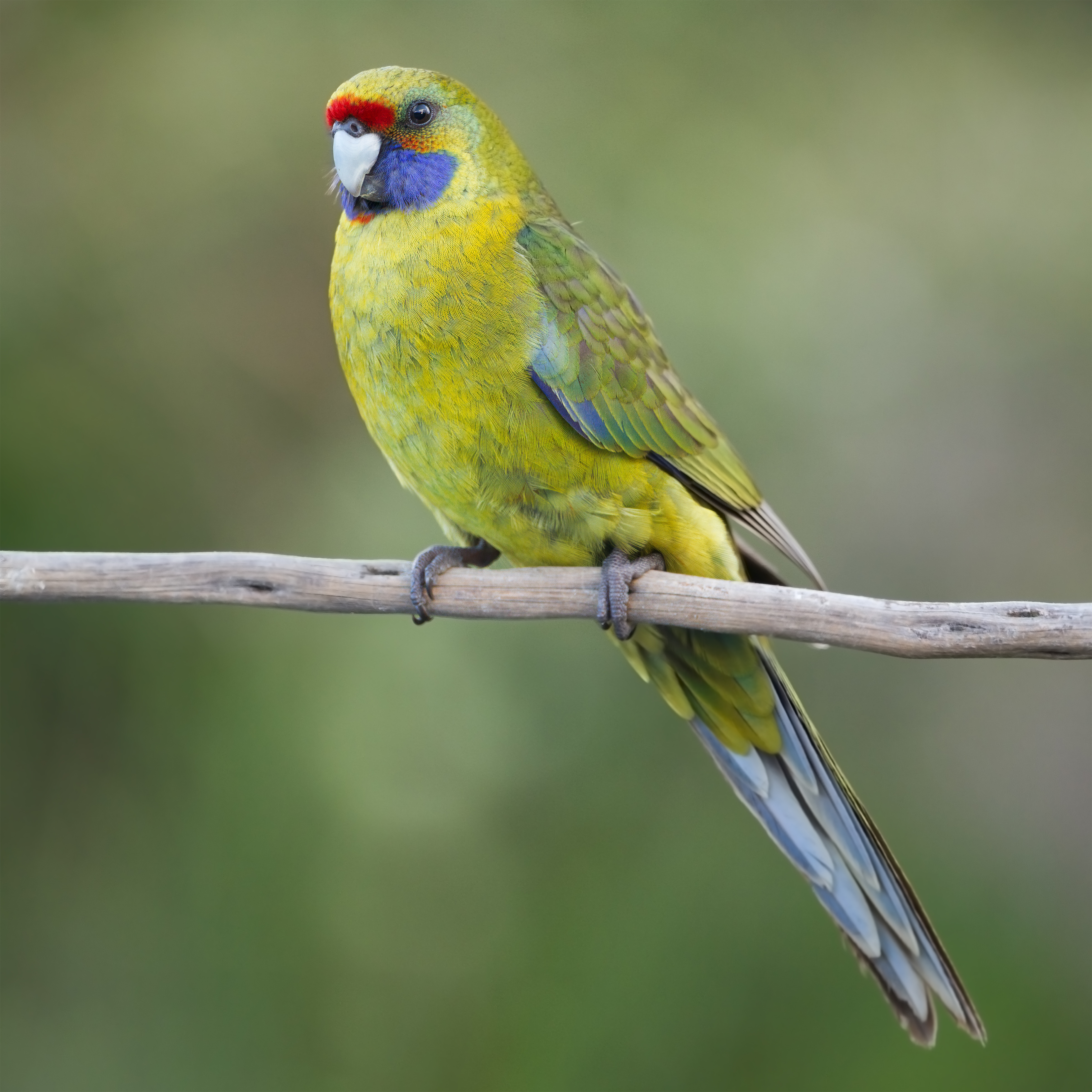
Tasmán rozella (Platycercus caledonicus)
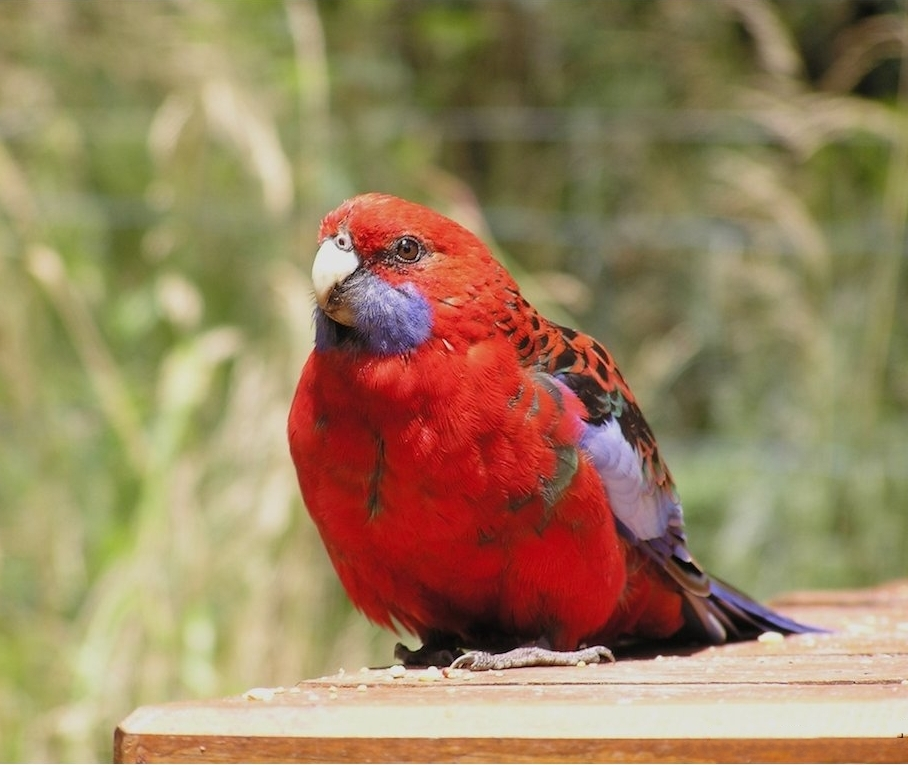
Karmazsin rozella vagy Pennant-papagáj (Platycercus elegans)
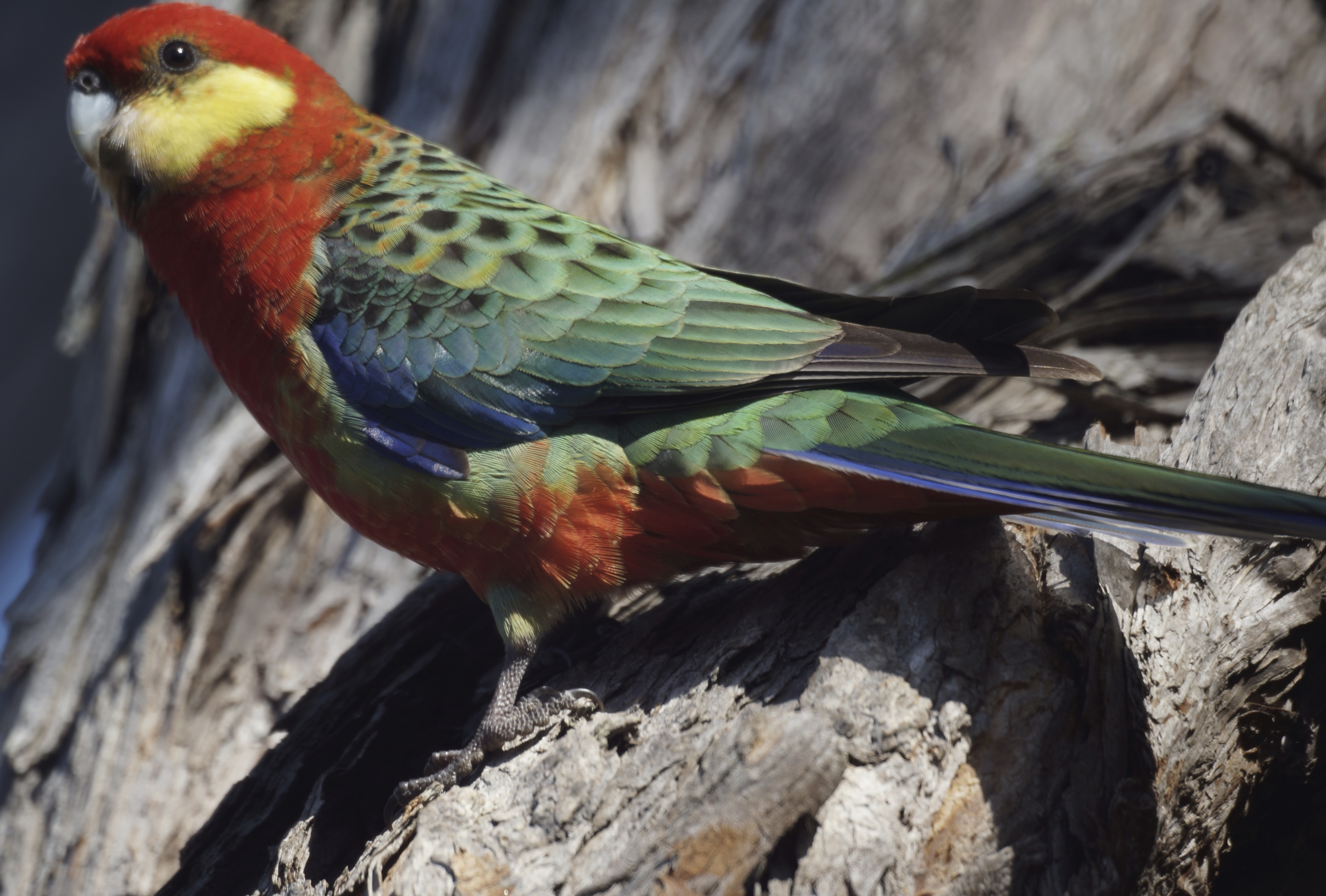
Nyugati rozella (Platycercus icterotis)
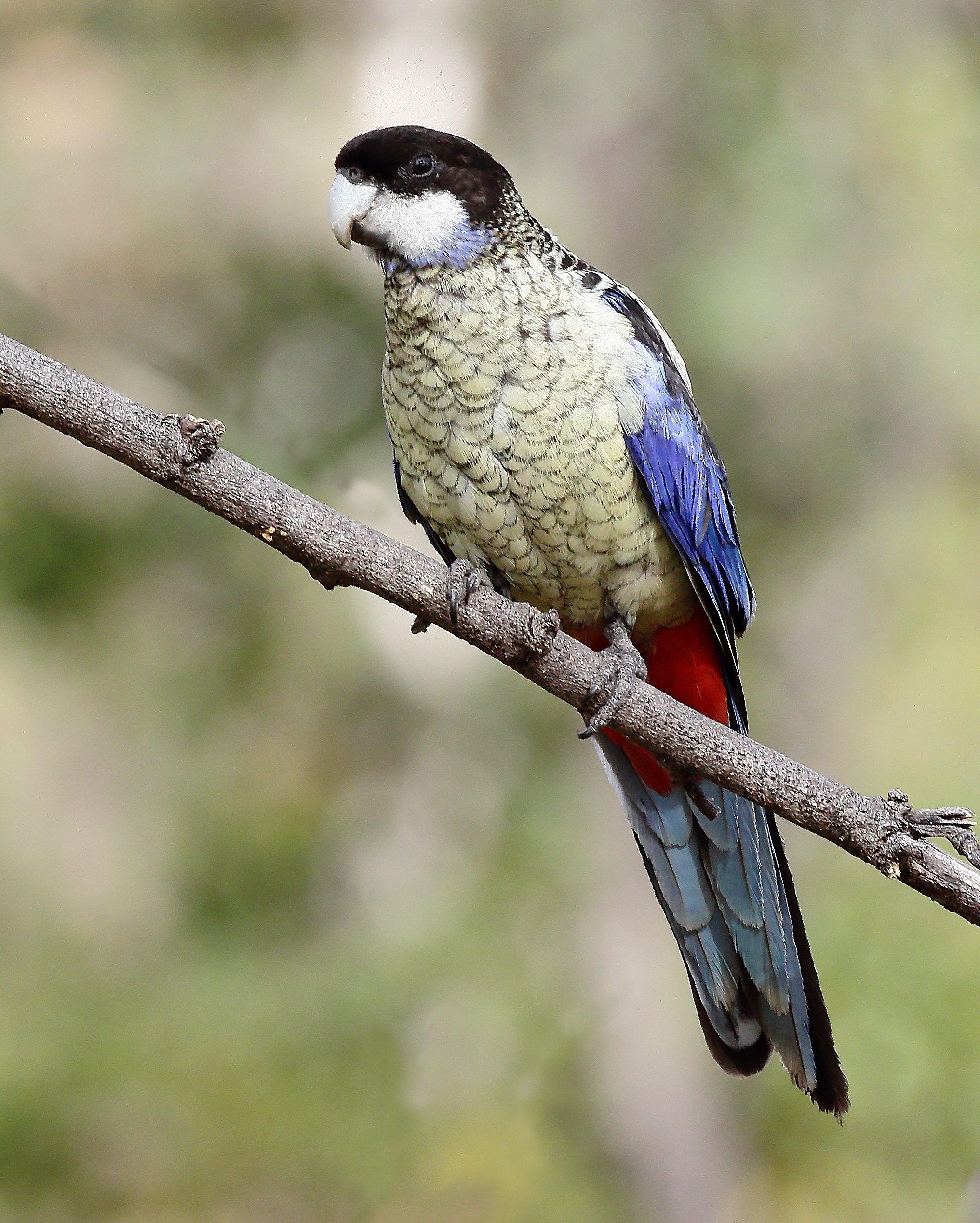
Feketefejű rozella (Platycercus venustus)